# Джерман (село)
Джерман (болг. Джерман) — село в Болгарии. Находится в Кюстендилской области, входит в общину Дупница. Население составляет 1360 человек.

## Политическая ситуация
В местном кметстве Джерман, в состав которого входит Джерман, должность кмета (старосты) исполняет Ангел Кирилов Цветков (коалиция в составе 5 партий: Евророма, Земледельческий народный союз (ЗНС), Демократическая партия (ДП), Союз свободной демократии (ССД), Союз демократических сил (СДС)) по результатам выборов.
Кмет (мэр) общины Дупница — Атанас Александров Янев (независимый) по результатам выборов.